# Udasi
Udasi – ascetyczny ruch w ramach sikhizmu, zapoczątkowany przez Śri Ćhanda (1494-1629), syna Guru Nanaka. 
W przeciwieństwie do sikhów należących do głównego nurtu, udasi nie przywiązują wagi do nakazu noszenia brody i niestrzyżenia włosów.